# Tragocephala freyi
Tragocephala freyi är en skalbaggsart som beskrevs av Brancsik 1893. Tragocephala freyi ingår i släktet Tragocephala och familjen långhorningar.
Artens utbredningsområde är Madagaskar. Inga underarter finns listade i Catalogue of Life.